# Devon Ford
Devon Damont Ford (Denver, Colorado, 15 de junio de 1977) es un exjugador de baloncesto estadounidense. Mide 1,93 metros y jugaba en la posición de escolta.

## Trayectoria deportiva

### Universidad
Jugó durante dos años en la Idaho State University.

### Profesional
Panteras de Aguascalientes de la LNBP.

#### Equipos
- 1994-1995: Denver, CO (George Washington High School)
- 1995-1996: Northeastern Junior College (NJCAA): 15ppg, 6rpg
- 1996-1997: Northeastern Junior College (NJCAA): 25.1ppg, 8.2rpg
- 1998-1999: University of Idaho (NCAA): 14.3ppg, 7.9rpg
- 1999-2000: University of Idaho (NCAA): 16.2ppg, 7.3rpg
- 2000: Utah Showcase Camp in Salt Lake City
- 2000: Vaqueros Agua Prieta de Sonora (México-LNBP): segunda parte de la temporada: 20ppg, 7rpg, 3apg, 3spg
- 2001: WBO Free Agent Showcase
- 2001: en noviembre fue traspasado al Atlanta Moose (GBA, 3rd (11))
- 2002: Atlanta Moose (GBA)
- 2003: Panteras de Aguascalientes (México-LNBP):
- 2004: Panteras de Aguascalientes (México-LNBP):
- 2004-2005: en enero fue contratado en An Naser Riyadh (KSA-D1): 32.3ppg; 5.1rpg, 6.5apg, 2spg
- 2005: en julio se unió a Gateros de Zulia (VEN-LBP): Panteras de Aguascalientes (México-LNBP):
- 2005: en noviembre firmó con el Club Deportes Ancud (Chile-DIMAYOR)
- 2005-2006: en febrero de 2006 firmó con Champville (Lebanon-Div.A), y se fue en mayo de 2006.
- 2006: Panteras de Aguascalientes (México-LNBP)
- 2006-2007: en enero de firmó con el Champville (Lebanon-Div.A, starting five)
- 2007-2008: Panteras de Aguascalientes (México-LNBP, starting five), para pasar posteriormente al Boca Juniors Capital Feder (Argentina-LigaA, starting five): Liga Argentina
- Liga Sudamericana (Semifinales)
- 2008: en mayo firmó con los Gigantes de Guayana (Venezuela-LPB, starting five)
- 2008-2011: Panteras de Aguascalientes (México-LNBP, starting five)
- 2011: Lechugueros de León (México-LNBP)
- 2016: Panteras de Aguascalientes (México-LNBP)

## Logros personales
- Una vez campeón de la LNBP (2003)
- Logros y premios:
  - NJCAA Region IX Most Valuable Player -97
  - Big West Honorable Mention -00
  - Mexican LNBP Newcomer of the Year -01
  - Mexican LNBP MVP -03, 04, 08-09
  - Mexican LNBP All-Stars Game -03, 04, 07-08, 08-09
  - Mexican LNBP Champion -03, 04
  - Central American Championships for Clubs MVP -04
  - Central American Championships for Clubs Winner -04 (SCORE-1(34), 6rpg, 4apg)
  - Mexican LNBP South Zone Semifinals -04
  - Saudi League Final Four - 05
  - Saudi Elite Cup vice-champion -05
  - Saudi Elite Cup MVP -05
  - Chilean DIMAYOR Semifinals -05
  - Asia-Basket.com All-Lebanese League 2nd Team -06, 07
  - Lebanese League Semifinals -06, 07
  - Asia-Basket.com All-Lebanese League All-Imports Team -07
  - Asia-Basket.com All-Lebanese League All-Defensive Team -07
  - Latinbasket.com All-Mexican LNBP 2nd Team -08
  - Liga Sudamericana Semifinals -08
  - LNBP Best Player Award -08